# Тебеньки
Тебеньки — деревня в Весьегонском муниципальном округе Тверской области. 

## География
Деревня находится в северо-восточной части Тверской области на расстоянии приблизительно 21 км на юг-юго-запад по прямой от районного центра города Весьегонск на правом берегу речки Кесьма.    

## История
Известна с 1859 года, когда в ней было 9 дворов. До 2017 года входила в состав Пронинского сельского поселения, с 2017 по 2019 год входила в состав Ивановского сельского поселения до упразднения последнего.  

## Население
Численность населения: 74 человека (1859 год), 9 (русские 100%) в 2002 году, 1 в 2010.